# Kneiffia tetragona
Kneiffia tetragona là một loài thực vật có hoa trong họ Anh thảo chiều. Loài này được (Roth) Pennell mô tả khoa học đầu tiên năm 1919.